# José Gregori
José Gregori (São Paulo, 13 de outubro de 1930 –  São Paulo, 3 de setembro de 2023) foi um jurista e político brasileiro.

## Biografia
Descendente de italianos, filho de Enrico Gregori Junior e Ester Paraventi. Seu avô materno era Orfeo Paraventi, fundador da primeira torrefação de café do estado de São Paulo. Seu tio, Celestino Paraventi, foi cantor lírico e mecenas.
Formou-se em direito pela tradicional Faculdade de Direito da USP (Faculdade do Largo de São Francisco).
Casou-se com Maria Helena da Fonseca, falecida em 2015, com quem teve três filhas: Maria Stella, Maria Filomena e Maria Cecília. É irmão da falecida apresentadora de televisão Maria Teresa Gregori.

### Direitos Humanos e Justiça
Gregori foi o Secretário Nacional dos Direitos Humanos do Brasil de 8 de abril de 1997 a 20 de junho de 2000 e Ministro da Justiça de 14 de abril de 2000 a 14 de novembro de 2001, no governo Fernando Henrique Cardoso (PSDB).

### Carreira posterior
No ano de 2011, foi empossado na Academia Paulista de Letras (APL) na cadeira número 15.
Durante a eleição presidencial de 2022,  declarou voto no candidato Luiz Inácio Lula da Silva (PT), em chapa com o ex-tucano Geraldo Alckmin (PSB). Em nota, Gregori afirmou que  "com os meus 70 anos de vida pública, eu sei que a recondução do atual presidente seria muito negativa, especialmente agora que o Brasil precisa ter um protagonismo eficiente que combata a fome, nos prepare para as pandemias e evite a guerra nuclear. Lula tem sensibilidade para estas questões".

### Morte e homenagens
Gregori morreu em 3 de setembro de 2023 no Hospital Sírio-Libanês na cidade de São Paulo. Em outubro de 2024, a Universidade de São Paulo, por meio da Portaria GR 8610/2024, homenageu Gregori postumamente, nomeando o Prêmio USP de Direitos Humanos como "Prêmio USP de Direitos Humanos - Dr. José Gregori".